# Olivier Beaud
Pour les articles homonymes, voir Beaud.
Olivier Beaud, né le 29 novembre 1958 à Annecy, est un juriste et universitaire français, spécialiste de droit constitutionnel. Ses recherches portent sur la théorie générale de l’État mais aussi sur la philosophie du droit et l'histoire de la pensée juridique. 
Il est professeur des universités en droit public à l’université Panthéon-Assas (Paris II).

## Biographie
Après avoir été assistant à l’université de Rennes 1 (1984-89), il devient docteur en droit en janvier 1989 pour une thèse de doctorat intitulée « État et souveraineté: Éléments pour une théorie de l’État », sous la direction du professeur Stéphane Rials.
Maître de conférences à l’université Paris XII (1989-90), il est reçu premier au concours d’agrégation de droit public en 1990, ; il est nommé professeur à la Faculté de droit de l’université de Lille II avant de rejoindre celle de Paris II en 1998. Il a été membre du jury national d’agrégation en droit public en 1995-96 et 2017-2018. Il a également été membre junior de l'Institut universitaire de France de 1993 à 1998, puis membre senior de 2012-2017.
Il a été le directeur de l’Institut Michel-Villey pour la culture juridique et la philosophie du droit de 2006 à 2018. Il en est désormais le directeur-adjoint. 
Auteur de plusieurs ouvrages ainsi que d’un grand nombre d’articles portant sur la théorie générale de l’État, la pensée juridique et le droit constitutionnel, il est très critique de la place accrue du contentieux constitutionnel dans l'enseignement du droit constitutionnel qu'il perçoit comme entraînant un appauvrissement de la discipline. Il est membre du comité de rédaction de Jus Politicum, revue électronique consacrée au droit et à la pensée constitutionnels.
Il s'engage, dans le cadre du mouvement universitaire en lien avec la loi Libertés et Responsabilités des Universités promulguée le 10 août 2007, contre un projet de décret gouvernemental de modification du statut des enseignants-chercheurs, projet qu'il a méthodiquement critiqué dans une tribune publiée en décembre 2008 sur le site de Qualité de la science française.
Il reçoit en 2019 le prix du livre juridique pour son livre La République injuriée.... La même année, il est l'un des auteurs d'une pétition défendant le maintien des agrégations de droit et leur réforme.
En 2023, il reçoit le titre de docteur honoris causa de l'université de Liège.

## Famille et vie privée
Il est le frère jumeau du sociologue Stéphane Beaud.
Il fut[réf. nécessaire] marié avec la journaliste et auteure Odile Benyahia-Kouider.

## Ouvrages
- La Puissance de l'État, PUF, coll. Léviathan, 1994, 512 p.
- Les Derniers Jours de Weimar. Carl Schmitt face à l'avènement du nazisme, Descartes & Cie, 1997, 254 p.
- Le Sang contaminé. Essai critique sur la criminalisation de la responsabilité des gouvernants, PUF, coll. « Béhémoth », 1999, 172 p.

- Prix Wolowski de Législation, droit public et jurisprudence de l’Académie des sciences morales et politiques
- Théorie de la Fédération, PUF, coll. Léviathan, 2007, 434 p.
- Les Libertés universitaires à l’abandon ? Pour une reconnaissance pleine et entière de la liberté académique, Dalloz, coll. « Les sens du droit », 2010, 354 p.
- La République injuriée : histoire des offenses au chef de l'État de la IIIe à la Ve République, PUF, 2019

- Prix Charles-Aubert de Droit 2020 de l’Académie des sciences morales et politiques
- Le savoir en danger : menaces sur la liberté académique, PUF, 2021  (ISBN 978-2-13-082684-2)
- Le pacte fédératif : essai sur la constitution de la Fédération et de l'Union européenne, Dalloz, 2022 (EAN13  9782247207923)

## Ouvrages écrits en collaboration
- O. Beaud, A. Caillé, P. Encrenaz, M. Gauchet, F. Vatin, Refonder l’Université française. Pourquoi l’enseignement supérieur reste à reconstruire, La Découverte, 2010, 272 p.
- O. Beaud, C. Guérin Bargues, L’état d’urgence. Une étude constitutionnelle, historique et critique, LGDJ, coll. Systèmes, 1ère éd., 2016, 192 p, 2ème éd. refondue, 2018, 196 p.

## Direction d’ouvrages collectifs
- O. Beaud, P. Wachsmann, (dir.) Science juridique française et science juridique allemande de 1870 à 1918, Annales de la faculté de droit de Strasbourg, Nouvelle Série, n°1, Presses universitaires de Strasbourg, 1997.
- O. Beaud, J.-M. Blanquer (dir.) La responsabilité des gouvernants, Descartes & Cie, 1999.
- O. Beaud, E. Heyen (dir.) Une science juridique franco-allemande (Bilan critique et perspectives d’un dialogue culturel), Baden-Baden, Nomos, 1999,
- O. Beaud, A. Lechevalier, I. Pernice S. Strudel (dir.) « L’Europe en voie de Constitution. Pour un bilan critique des travaux de la Convention européenne » Bruxelles, Bruylant, 2004, 856p.
- O. Beaud, P. Pasquino (dir.), La controverse sur le gardien de la Constitution et la justice constitutionnelle. Kelsen contre Schmitt, Paris, Editions Panthéon-Assas, 2007, 220 p. [ouvrage en français et en allemand]
- P. Auriel, O. Beaud, C.Wellmann (eds.), The Rule of Crisis. (Terrorism, Emergency Legislation and the Rule of Law), New-York, Springer, 2018, 251 p.
- O. Beaud, C. Colliot-Thélène J.-F. Kervégan (dir.) Droits subjectifs et citoyenneté, Classique Garnier, 2019, 357 p.
- O. Beaud, D. Baranger (dir.), L’Etat de la Constitution (Les billets du blog Jus Politicum), Editions Panthéon-Assas, 2020, 322 p.
- O. Beaud, F. Saint-Bonnet (dir.), La citoyenneté comme appartenance à la communauté politique, Editions Panthéon-Assas, 2021, 280 p

## Édition d’ouvrages
- « Carl Schmitt, un juriste engagé », préface à Carl Schmitt, Théorie de la Constitution, (Verfassungslehre) trad. fr. de Mme Deroche-Gurcel, PUF, coll. Léviathan, 1993, pp. 3-119 [traduit partiellement en italien : in Diritto e Cultura, 1995.]
- René Capitant, Ecrits d’entre-deux-guerres (1928-1940), Paris, Editions Panthéon-Assas, (textes réunis et présentés par O. Beaud), 2004, 580 p.
- René Capitant, Face au nazisme. Ecrits 1933-1938, Presses de l’Université de Strasbourg, (textes réunis et présentés par O. Beaud, Postface de Ph. Burrin, notes établies par S. Plyer), 2004, 286 p, (2e édition 2022, légèrement modifiée)

## Articles et autres écrits
La liste complète des articles et préfaces à des thèses peut être trouvée sur la page dédiée du site de l'Institut Michel Villey